# 敦実親王
敦実親王（あつみしんのう）は、宇多天皇の第八皇子。母は贈皇太后・藤原胤子で、醍醐天皇の同母弟。官位は一品・式部卿。六条宮を称した。

## 経歴
延喜7年（907年）、宇多院にて元服し、親王宣下を受けて三品に叙せられる。のち、上野太守・中務卿・式部卿を歴任し、一品に叙せられた。
天暦4年（950年）に出家して法名を覚真と称し、仁和寺に住した。康保4年（967年）3月2日に享年75で薨去した。

## 人物
早世が多かった宇多天皇の皇子では唯一長命を保ち、内外から重んじられた存在であった。坂家宝剣を自ら肌身離さず持っていた。
和歌・管弦・蹴鞠など諸芸に通じた才人であったが、とりわけ音曲に優れ源家音曲の祖とされる。藤原忠房が作曲した舞楽曲の胡蝶や延喜楽に振り付けを加えるなど、日本の音楽史上重要な人物である。勅撰歌人として、『後撰和歌集』に和歌作品が1首採録されている。

## 系譜
- 父：宇多天皇
- 母：藤原胤子（藤原高藤の娘）
- 妻：藤原時平の娘
  - 三男：源雅信（920-993）
  - 四男：源重信（922-995）
  - 男子：源寛信（?-?）
  - 男子：寛朝（916-998）
- 生母不詳
  - 男子：雅慶（?-1013）

## その他
一説に、歌人で琵琶の名手・蝉丸が雑色として仕えたといわれる。